# 만춘
《만춘》(晩春, Banshun, Late Spring)은 일본에서 제작된 오즈 야스지로 감독의 1949년 드라마 영화이다. 아오키 호히 등이 주연으로 출연하였다. 한국에는 2004년 5월 28일 개봉되었다.

## 줄거리
영화는 다도 장면으로 시작된다. 쇼키치 소미야 교수(류 지슈 분)는 홀아비로, 외동딸인 27세의 미혼 노리코(하라 세츠코 분)와 함께 살고 있다. 노리코는 가사를 돌보며 요리, 청소, 바느질 등 아버지의 일상적인 필요를 챙긴다. 도쿄로 쇼핑을 나간 노리코는 아버지의 친구인 조 오노데라 교수(미시마 마사오 분)를 우연히 만난다. 오노데라는 교토에 살고 있으며, 노리코의 아버지처럼 홀아비였다가 최근 재혼했다는 사실을 노리코는 알고 있다. 노리코는 오노데라에게 그의 재혼이 불쾌하고 심지어 "더럽다"고 생각한다고 말한다. 오노데라와 이후 노리코의 아버지는 그의 이런 생각을 놀린다.
쇼키치의 여동생인 마사 숙모(스기무라 하루코 분)는 오빠에게 노리코를 결혼시킬 때가 되었다고 설득한다. 노리코는 아버지의 조수인 하토리(우사미 준 분)와 친분이 있어, 마사 숙모는 오빠에게 노리코가 하토리에게 관심이 있는지 물어보라고 제안한다. 하지만 쇼키치가 이 주제를 꺼내자 노리코는 웃으며 하토리가 이미 오래전부터 다른 여성과 약혼한 사이라고 말한다.
굴하지 않고 마사는 노리코에게 도쿄대학을 졸업한 사타케라는 결혼 적령기의 청년을 만나보라고 압박한다. 마사는 사타케가 게리 쿠퍼와 매우 닮았다고 생각한다. 노리코는 거절하며 결혼하면 아버지가 혼자 무기력해질 것이기에 누구와도 결혼할 생각이 없다고 설명한다. 마사는 노리코가 아는 매력적인 젊은 미망인인 미와 부인(미야케 구니코 분)과 쇼키치를 짝지어주려 한다고 말해 노리코를 놀라게 한다. 마사가 성공한다면 노리코는 더 이상 핑계를 댈 수 없게 된다.
노리코와 아버지가 참석한 능 공연에서 쇼키치가 미와 부인에게 미소 지으며 인사하는 것을 본 노리코는 질투심을 느낀다. 후에 아버지가 노리코에게 사타케를 만나보라고 설득하면서 미와 부인과 결혼할 의향이 있다고 말한다. 충격을 받은 노리코는 마지못해 사타케를 만나기로 하고, 뜻밖에도 그에 대해 매우 좋은 인상을 받는다. 사방에서 압박을 받은 노리코는 결국 중매 결혼에 동의한다.
결혼식 전 소미야 부녀는 마지막 여행으로 교토를 방문한다. 그곳에서 그들은 오노데라 교수와 그의 가족을 만난다. 노리코는 오노데라의 새 아내가 좋은 사람이라는 것을 알게 되면서 그의 재혼에 대한 견해를 바꾼다. 귀가를 위해 짐을 싸는 동안 노리코는 아버지에게 그가 재혼하더라도 지금처럼 함께 살 수는 없는지 묻는다. 그는 아버지를 돌보며 사는 것보다 더 행복할 수 없다고 말한다. 쇼키치는 노리코를 꾸짖으며 사타케와 함께 새 삶을 시작해야 하고, 그 삶에 자신은 끼어들 수 없다고 말한다. 그는 "그것이 인생과 역사의 순리"라고 말한다. 노리코는 아버지에게 자신의 "이기심"을 용서해 달라고 하며 결혼을 진행하기로 한다.
노리코의 결혼식 날이 된다. 집에서 식을 준비하는 동안 쇼키치와 마사는 전통 혼례복을 입은 노리코를 감탄하며 바라본다. 노리코는 평생 자신을 돌봐준 아버지에게 감사를 표하고 결혼식장으로 향하는 차에 오른다. 식이 끝난 후, 노리코의 이혼한 친구 아야(츠키오카 유메지 분)는 쇼키치와 함께 술집에 간다. 그곳에서 쇼키치는 미와 부인과 결혼하겠다는 말이 노리코를 결혼시키기 위한 거짓말이었다고 고백한다. 감동한 아야는 그를 자주 방문하겠다고 약속한다. 쇼키치는 홀로 집으로 돌아간다.

## 출연

### 주연
- 아오키 호히
- 하라 세츠코
- 미시마 마사오

### 조연
- 미야케 쿠니코
- 류 치슈
- 스기무라 하루코
- 츠보우치 요시코
- 츠키오카 유메지
- 우사미 준

## 같이 보기
- 일본 영화